# 查谟
查谟（Jammu），又译贾姆穆，是印度中央直辖区查谟和克什米尔的冬季首府，亦是辖区内查谟县的总部及其中最大的城市。面積167平方公里，海拔高度327米。位於該國北部，距離新德里約600公里。2011年人口502,197。

## 词源
根据当地传说，查谟是以其创始人拉贾·占布罗坎的名字命名的，据说他曾在9世纪统治过这片区域。当地人更认为这座城市已有3000年的历史，但这并没有得到历史学家的支持。

## 人口
2011年人口502,197人，其中男性206061人，女性172370人；0—6岁人口37429人，其中男20801人，女16628人。80%以上居民信奉印度教。